# カルロ・ルビア
カルロ・ルビア（Carlo Rubbia、1934年3月31日 - ）はイタリアの物理学者。1984年のノーベル物理学賞受賞者。

## 経歴
ゴリツィア出身。ピサ高等師範学校で宇宙線の研究をした後、1957年にピサ大学を卒業、1958年頃に渡米しコロンビア大学でミューオンの実験に加わる。1960年頃、ヨーロッパに戻り、新設された欧州原子核研究機構(CERN)で弱い相互作用に関する実験を行った。1970年にハーバード大学の教授になったが、ヨーロッパとの間を行き来してCERNでの仕事を続けた。1976年に陽子と反陽子を同一のリング中で加速するSuper Proton Synchrotron (SPS)の製作を指導した。SPSは1981年から稼動し、1983年1月にUA1検出器でWボソンの生成されたことを発表した。2ヶ月後にはZボソンも観測された。
1984年、カルロ・ルビアはシモン・ファンデルメールとともに、ノーベル物理学賞を受賞した。史上、発見から受賞までが最も短いノーベル賞受賞となった。同年、王立協会外国人会員に選出、1985年には同協会からベーカリアン・メダル、1989年にはニューサウスウェールズ大学よりディラック・メダルを受賞。
1989年から1993年までCERNのジェネラルディレクターを務めた。
また、ルビアは加速器駆動未臨界炉（加速器で陽子を燃料にあてて中性子を発生させる原子炉）の構想を提案している。トリウムを燃料とするもので、本質的に暴走事故の恐れがないこと、放射性廃棄物の半減期が短いことなどの特徴がある。